# 염광여자메디텍고등학교
염광여자메디텍고등학교(鹽光女子메디텍高等學校)는 대한민국 서울특별시 노원구 월계동에 위치한 사립 고등학교이다.

## 학교 연혁
- 1965년 12월 29일 : 학교법인 염광학원 설립 인가
- 1966년 2월 1일 : 초대 이사장 김정렬 선생 취임
- 1967년 10월 5일 : 염광상업고등학교 설립인가
- 1968년 3월 2일 : 초대 교장 김정렬 선생 취임
- 1971년 1월 20일 : 염광상업고등학교 제1회 졸업
- 1976년 2월 25일 : 염광상업고등학교를 염광여자상업고등학교로 교명 변경
- 1978년 2월 28일 : 성북구 장위동에서 노원구 월계동으로 학원 이전
- 1978년 3월 2일 : 염광여자상업고등학교 신축공사 1,930평 준공
- 1979년 7월 20일 : 야외 음악당 준공 (12,000여 명 수용)
- 1980년 10월 2일 : 강당 및 과학관 1,840평 준공 및 학원창립 15주년 기념 학원제
- 1984년 10월 7일 : 월계관(체육관 및 특별교실) 1,270평 준공
- 1989년 6월 20일 : 염광루 준공
- 1992년 10월 7일 : 염광여자상업고등학교를 염광여자정보산업공업고등학교로 개편
- 1998년 7월 15일 : 염광여자정보교육고등학교로 개명
- 2008년 3월 12일 : 서울시 교육청 의료분야 특성화 고등학교 선정
- 2009년 3월 3일 : 염광여자메디텍고등학교로 개명
- 2018년 9월 1일 : 염광여자메디텍고등학교 제9대 이병곤 교장 취임
- 2022년 1월 6일 : 제52회 졸업

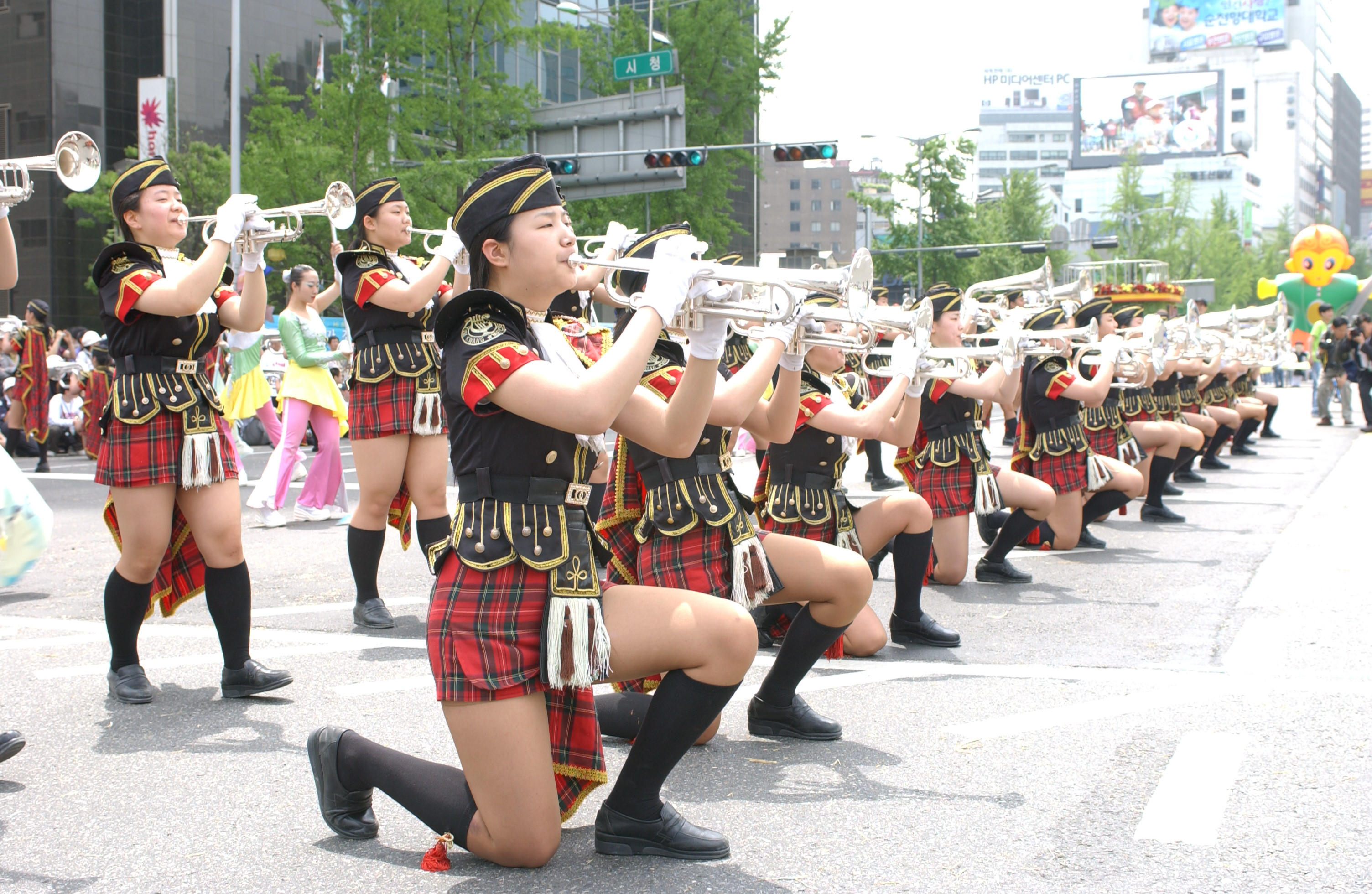
염광마칭밴드

## 설치 학과
- 보건간호과
- 메디컬뷰티과
- 보건행정과
- 바이오코스메틱과

## 참고 자료
- 염광여자메디텍고등학교 - 한국교육학술정보원 학교알리미